# 모하비 점무늬
모하비 점무늬(Mojave Spotted cat)는 미국에서 유래된 고양이 품종 중 하나이다.

## 특징
이 고양이는 벵갈 고양이로부터 유래된다. 중형에서 대형 고양이이다. 앞다리보다 약간 긴 뒷다리를 가지고 있으며, 근육질이다. 약간 타원형 머리를 갖고 있으며, 꽤 큰 둥근 귀, 끝이 약간 비스듬한 타원형 눈을 가지고 있다. 대부분 다지증을 가지고 있는 것이 특징이다. 짧은 꼬리부터 중간 길이의 꼬리, 밥테일이 허용된다. 눈은 큰 타원형으로 끝이 약간 비스듬하고 멀리 떨어져 있다. 코는 넓고, 짧고 네모난 주둥이, 눈에 띄는 수염 패드, 갈색, 검은색, 분홍색 등 단색 코 가죽을 갖는다.